# Bryodema hyalinala
Bryodema hyalinala är en insektsart som beskrevs av Zheng, Z. och M. Zhang 1981. Bryodema hyalinala ingår i släktet Bryodema och familjen gräshoppor. Inga underarter finns listade i Catalogue of Life.